# Notre-Dame de Fátima
Pour l’article homonyme, voir Apparitions mariales de Fátima.
Pour les articles homonymes, voir Fatima et Nossa Senhora de Fátima.
Notre-Dame de Fátima est l'invocation attribuée à la Vierge Marie après les apparitions mariales reçues par trois petits bergers à Fátima, un village de la région centrale du Portugal, à six reprises au cours de l'année 1917. Ces apparitions, dont le message porte sur la prière et les fins dernières, ont d'abord été l'objet de méfiance, aussi bien de la part des autorités civiles que des autorités religieuses. En 1930, la reconnaissance de ces apparitions par l'Église catholique renforce le succès populaire de ce qui devient un grand centre mondial de pèlerinage.
Si la première chapelle des apparitions est construite en 1919, par les habitants du village, la première grande église (église de Notre-Dame du Rosaire) est débutée en 1928. Depuis, le sanctuaire ne cesse de s'étendre (la dernière structure est l'église de la Sainte-Trinité terminée en 2007). Ces apparitions mariales ont marqué l'Église catholique : la consécration du monde (et de la Russie) au Cœur immaculé de Marie, réalisée à plusieurs reprises par des papes depuis 1942, ont été faites, d'après l’Église, « en réponse à la demande de la Vierge de Fátima ». Plusieurs papes se sont rendus en pèlerinage à Fátima, et ont fait acte de dévotion à la Vierge de Fátima.
La dévotion à la Vierge de Fátima, très populaire parmi la population portugaise, s'est répandue dans le monde entier. Une association religieuse – l'Apostolat mondial de Fátima (reconnue par le Vatican) – a été fondée pour transmettre et diffuser le message spirituel que la Vierge aurait transmis aux voyants. Elle compte plusieurs millions de membres dans le monde.
La fête de Notre-Dame de Fátima a été fixée par le Saint-Siège à la date du 13 mai, jour anniversaire de la première apparition, le 13 mai 1917.

## Les apparitions

### Historique

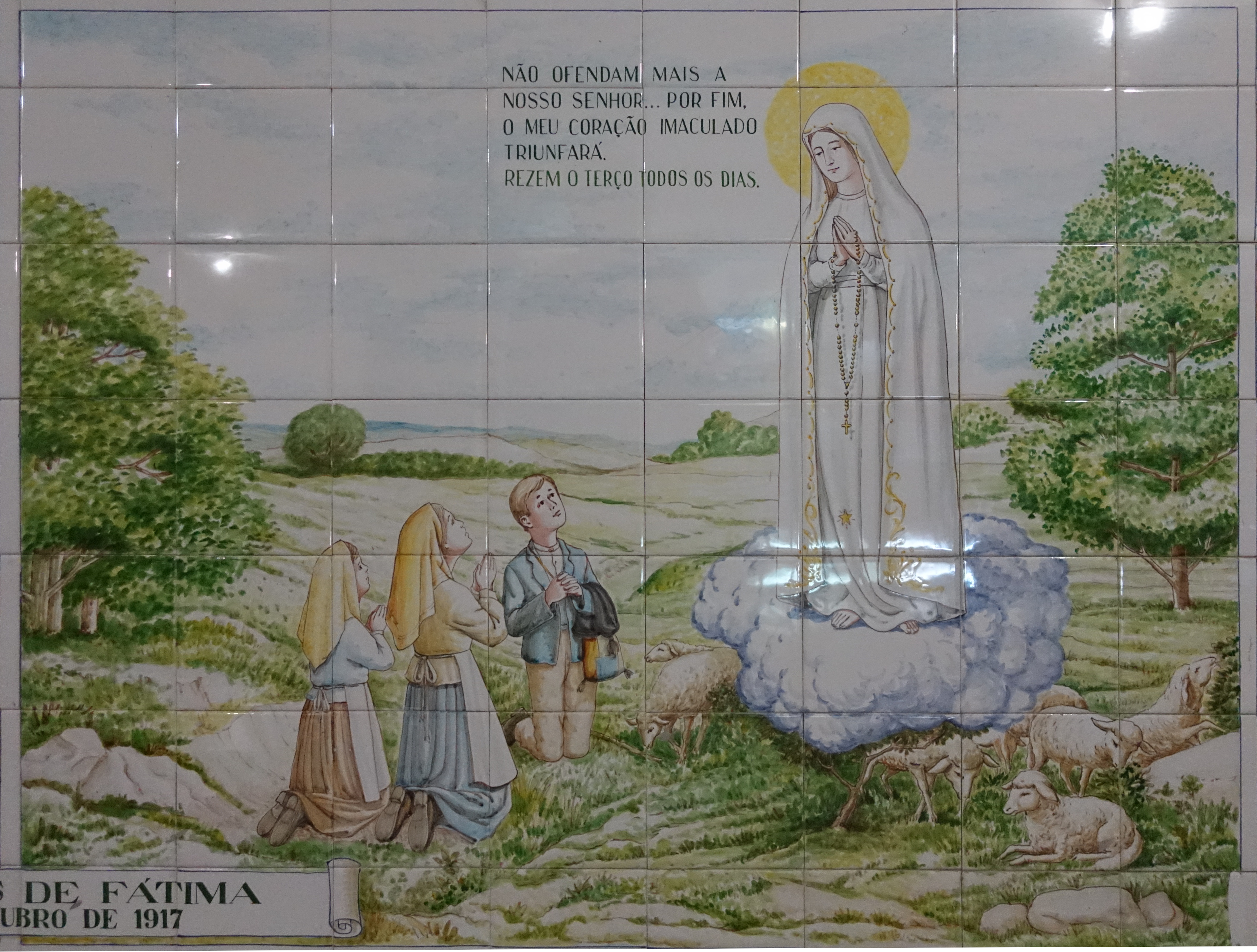
Azulejos représentant l'apparition mariale (sanctuaire de Ponte da Barca).

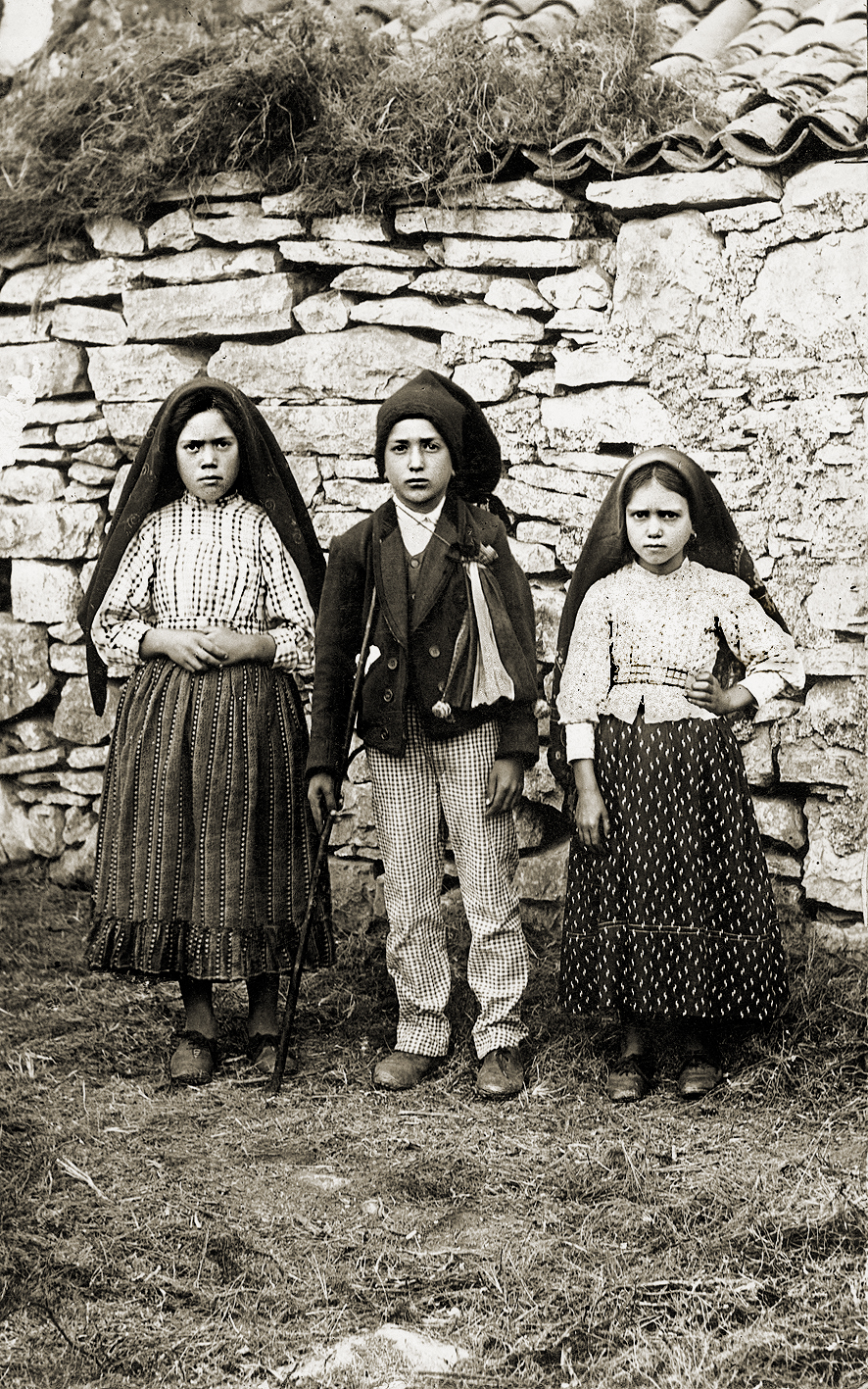
Les trois petits bergers de Fátima : Lucie, François et Jacinthe.

Les apparitions mariales de Fátima se sont déroulées, d'après les affirmations des voyants, en 1917. Elles auraient été précédées de trois apparitions d'un ange en 1915 et 1916, qui se serait présenté aux voyants sous le titre de « l'ange du Portugal » en invitant les enfants à prier et leur enseigne une prière : la prière de l'ange de Fatima,.
Les apparitions mariales sur le site de Fátima sont au nombre de six et débutent le 13 mai 1917. « Une dame toute vêtue de blanc » serait donc apparue à trois petits bergers (François et Jacinthe Marto, et leur cousine Lucie dos Santos) leur demandant de revenir le mois suivant pour prier. De mois en mois, les bergers affirment que l'apparition se reproduit, et ils sont accompagnés par une foule de plus en plus nombreuse jusqu'à l'apparition du 13 octobre 1917 où environ soixante-dix mille croyants et curieux se pressent pour voir le « miracle » qui aurait été promis par la Vierge. Il se serait produit alors dans le ciel un phénomène lumineux appelé par la suite « le miracle du soleil » ou la « danse du soleil ». Parmi les observateurs, il y aurait eu des universitaires et des non-croyants. Des personnes présentes lors des évènements parlent d'un phénomène « non explicable »,,. Nombreux sont ceux, qui, cependant, ont contesté l'authenticité du phénomène décrit par des témoins.
L'évêque de Leiria, Mgr José Alves Correia da Silva, après avoir mené une enquête canonique reconnaît officiellement les apparitions mariales en 1930, et approuve la dévotion à Notre-Dame de Fátima. François et Jacinthe Marto, atteints de la grippe espagnole meurent très vite (en 1919 et 1920). Ils sont béatifiés le 13 mai 2000 par le pape Jean-Paul II. Lucie dos Santos entrée au noviciat des sœurs de sainte Dorothée, puis au carmel de Coimbra décède en 2005. Son procès en béatification est en cours. Jacinthe et François sont canonisés par le pape François le 13 mai 2017 lors de son voyage à Fátima pour le centenaire des apparitions mariales de Fátima.

### Les secrets de Fátima
Lors de la troisième apparition, la Vierge Marie aurait révélé un message aux enfants, et leur aurait demandé de ne pas le divulguer immédiatement. Ce message, composé en trois parties, n'est révélé que plusieurs décennies après les événements. Lucie dos Santos, seule survivante, révèle les deux premières parties en 1942.
La première partie, rédigée le 31 août 1941, est une vision de l'enfer. La deuxième partie, rédigée en décembre 1941, est une révélation orale de la Vierge aux trois enfants concernant une possible seconde guerre, de la conversion de la Russie et de sa consécration au Cœur immaculé de Marie,, ainsi que de la dévotion des premiers samedis.
La troisième partie du « secret » est rédigée le 3 janvier 1944 à Tui, puis mise sous scellés, et enfin déposée aux archives secrètes du Vatican en 1957. Le pape Jean-Paul II, qui a consulté le texte après sa tentative d'assassinat, décide de publier officiellement le texte en le 26 juin 2000. Malgré la confirmation par sœur Lucie (toujours vivante à cette date) de l'authenticité du texte et de son intégralité, plusieurs personnes continuent de contester l'authenticité (ou la complétude) du texte publié par le Vatican.

### Controverses
Le phénomène des apparitions de Fatima a fait l'objet d'une grande controverse depuis le début, avec des arguments passionnés impliquant non seulement les athées et les agnostiques, mais aussi l'Église catholique elle-même. On met en doute l'existence même des apparitions, on doute que les paroles de l'entité aient été celles-là et pas d'autres, certains prétendent que les apparitions n'ont rien à voir avec la religion, d'autres considèrent tous les événements comme une grande mise en scène. L'Église catholique elle-même semble avoir été très prudente ; ce n'est qu'en octobre 1930 qu'elle a reconnu la crédibilité des apparitions. Le cardinal Cerejeira a déclaré que "c'est Fatima qui s'est imposée à l'Église".
Le père Mário de Oliveira, auteur de plusieurs livres sur Fatima, commente que le Dieu annoncé et révélé dans les mémoires de Sœur Lucia - "n'a rien à voir avec le Dieu révélé en Jésus de Nazareth. Il a tout à voir avec un Dieu sanguinaire qui se complaît dans la souffrance des innocents, un Dieu qui crée l'enfer pour punir ceux qui ne vont pas à la messe le dimanche ou qui disent des gros mots, un Dieu qui est encore pire que certaines de ses créatures". Il note que Jacinta et Francisco étaient capables de passer des journées entières sans manger, ni boire une goutte d'eau, même en plein mois d'Août, et de marcher toute la journée, et même dans leur sommeil la nuit, avec une corde attachée en permanence à leur taille, dans ce que l'auteur appelle le "masochisme religieux". À propos de Lúcia, l'auteur dit qu'elle a été arrachée à son village et empêchée à jamais de mener une vie semblable à celle des gens ordinaires (elle a été secrètement internée à l'asile de Vilar à Porto, puis elle a été envoyée en Espagne et est devenue une religieuse cloîtrée pour le reste de sa vie).
Alfredo Barroso, journaliste et homme politique, affirme que le "miracle de Fatima" n'a jamais existé et qu'il est un "produit de l'analphabétisme, de l'ignorance et des croyances de trois enfants terrorisés par l'image d'un Dieu cruel, vengeur et punisseur". Pour Barroso, le "miracle de Fatima" est devenu une arme à lancer contre la République, la liberté et la démocratie, contre l'athéisme et le communisme, dans une alliance classique entre "l'épée et l'hysope" sous l'égide du dictateur Salazar.
Tomás da Fonseca, auteur de plusieurs livres sur le sujet et l'un des plus féroces critiques de Fátima, considère qu'il s'agit du "plus grand canular de ce siècle". Il affirme que trois prêtres, Manuel Marques Ferreira, Benevenuto de Sousa et Abel Ventura do Céu Faria, ont décidé de promouvoir les apparitions à des fins purement lucratives. João Ilharco, professeur, a écrit un livre qui lui a fait perdre son emploi, Fátima desmascarada (1971), avec des affirmations similaires.

## Le message de Notre-Dame de Fátima
Sœur Lucie
Selon sœur Lucie (dans son dernier livre publié en 2006), tout le message sous-jacent aux apparitions de Notre-Dame de Fatima est le suivant 
« Pendant l'intégralité du message, en commençant par les « apparitions de l'Ange », nous trouvons un appel à la prière et au sacrifice offert à Dieu par amour et pour la conversion des pécheurs. Pour moi, cet appel est la norme fondamentale de l'ensemble du message, qui commence en nous introduisant dans un objectif de foi, d'espérance et d'amour : « Mon Dieu, je crois, je l'adore, je l'espère, et Je t'aime ». C'est ici que se trouve la base fondamentale de toute notre vie surnaturelle : vivre de foi, vivre d'espérance, vivre d'amour ».
En 1967, le pape Paul VI exprimait cette même idée dans l'exhortation apostolique Signum Magnum (i.e., « Grand Signe ») : « La sainte contemplation de Marie nous encourage, en fait, à la prière confiante, à la pratique de la pénitence, à la sainte crainte de Dieu et nous rappelle souvent ces paroles par lesquelles Jésus-Christ a annoncé que le royaume des cieux est proche : « repentez-vous et croyez à l’Évangile » (Mc 1, 15 ; Mt 3, 2 ; Mt 4, 17), et son avertissement sévère : « à moins que vous vous repentiez, vous périrez tous de même » (Lc 13, 5). »
Apostolat mondial de Fátima
Pour les responsables de l'Apostolat mondial de Fátima, le message de Fátima, est le résumé du message transmis dans l’Évangile, et il met en lumière les points suivants :
- la conversion permanente (du fidèle) ;
- la prière (notamment le chapelet) ;
- le sens de la responsabilité collective, et la pratique de la réparation[N 3].

Pour les responsables de cette association, l’acceptation de ce message « entraîne la consécration au Cœur immaculé de Marie, comme symbole d’une promesse de fidélité et d’apostolat ».

## Dévotion et influence religieuse
Le cardinal Bertone affirmait en 2000, lors de la révélation du 3e secret de Fátima, que : « Fatima est sans aucun doute la plus prophétique des apparitions modernes ».
En 2005, le père Luigi Gaetani (OCD) évoquait l'importance et l'impact du message de la Vierge Marie à Fátima pour les chrétiens : « Aucun catholique n’est obligé de croire à ce type de révélations ; cependant il est indéniable que les apparitions de Fátima et leur « secret » ont représenté comme une carte routière pour le chemin incertain du XXe siècle ».
En mars 2017, la Congrégation pour la cause des saints publie un décret annonçant la canonisation prochaine de Jacinthe et François Marto, âgés respectivement de 7 et 9 ans lors de la première apparition de la Vierge.

### Fête religieuse et dévotion
La fête de Notre-Dame de Fátima a été fixée par le Saint-Siège à la date du 13 mai, jour anniversaire de la première apparition, le 13 mai 1917. Cette fête a le rang de mémoire facultative.
Elle est la patronne de la ville de Lucas do Rio Verde, où une église lui est consacrée. La ville fait partie du diocèse de Diamantino (Brésil).
Elle est la patronne du club brésilien de football de Recife (Brésil), le Sport Club do Recife.

### La statue de Notre-Dame de Fátima

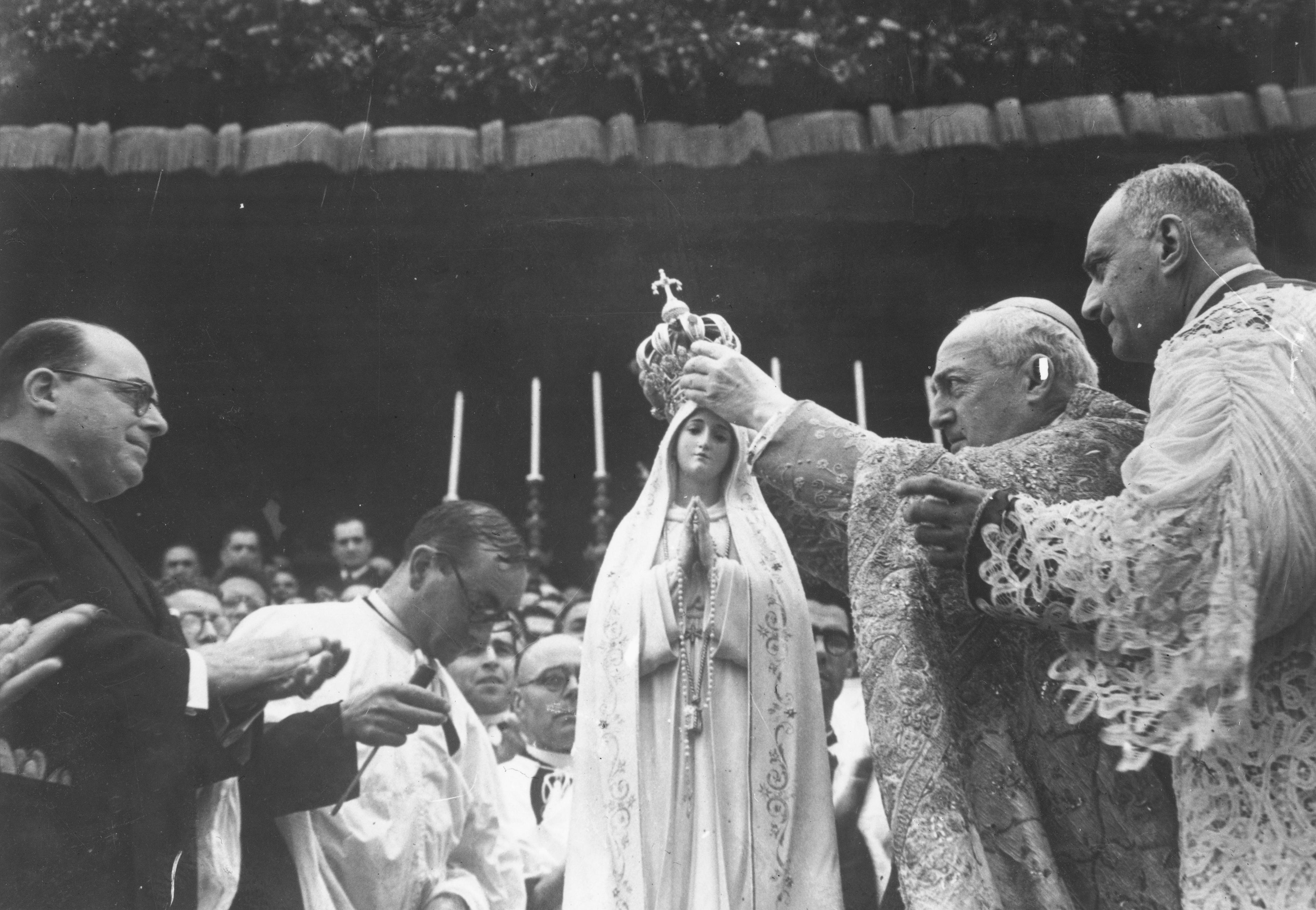
Couronnement de la statue de la Vierge le 13 mai 1946 par le cardinal Benedetto Aloisi Masella.

La statue de Notre-Dame de Fátima a été réalisée par José Ferreira Thedim (pt) en 1920 et financée par Fernando dos Santos, selon les indications de sœur Lucie de Jésus et du Cœur immaculé,.
La statue est couronnée solennellement le 13 mai 1946 par le légat du pape le cardinal Benedetto Aloisi Masella,. La couronne d'or, a été offerte par un groupe de femmes portugaises le 13 octobre 1942 en action de grâce de la protection accordée au Portugal durant la Seconde Guerre mondiale (et sa non-participation au conflit). Cette couronne a été réalisée gratuitement par 12 artisans joaillers de Lisbonne.

### Le sanctuaire de Notre-Dame de Fátima

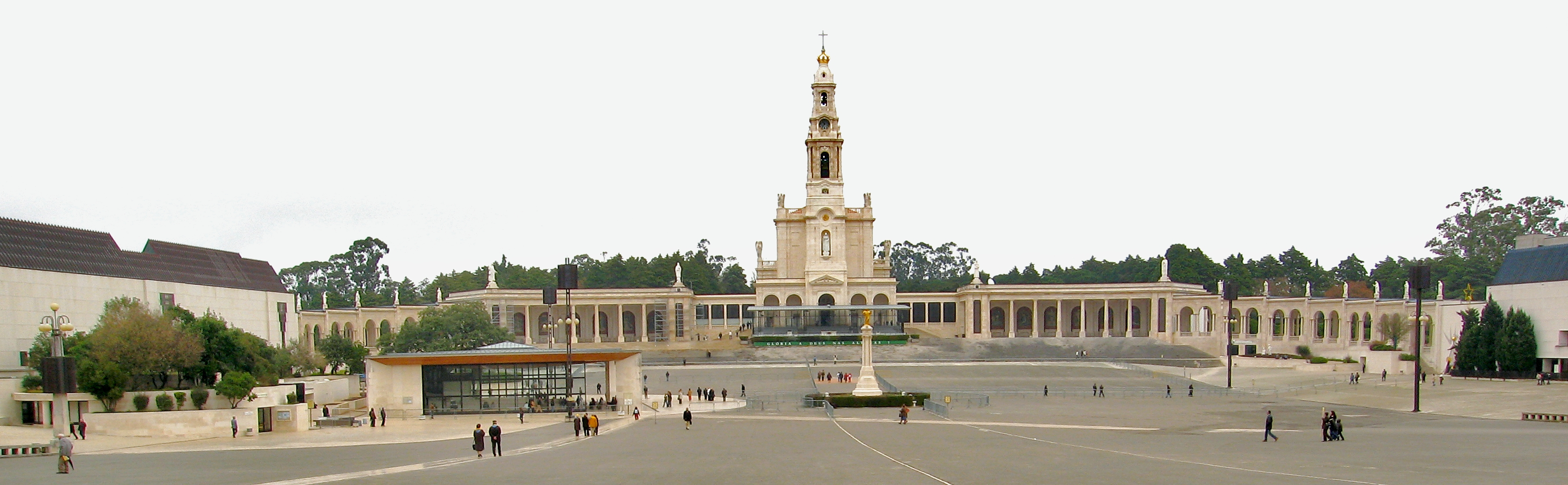
La basilique du Rosaire vue de l'esplanade du sanctuaire.

Le 28 avril 1919 est construite la première chapelle sur le site des apparitions, par des pèlerins, sans le soutien de l’Église (le curé de Fátima ayant reçu la consigne de se tenir à l'écart de ces manifestations de dévotion). C'est une petite chapelle faite de pierres et de chaux, couverte de tuiles et mesurant 3,30 m de longueur, 2,80 m de largeur et 2,85 m de hauteur.
En 1921, le nouvel évêque de Leiria autorise la dévotion à la Vierge Marie sur le site de Fátima, ainsi que la célébration de messes devant la chapelle. Le 3 mai 1922, l'Église catholique entame les premières investigations du processus canonique concernant « la reconnaissance ou non » des événements de Fátima. En 1927, l'évêque de Leiria retourne sur place pour célébrer officiellement la bénédiction d'un chemin de croix

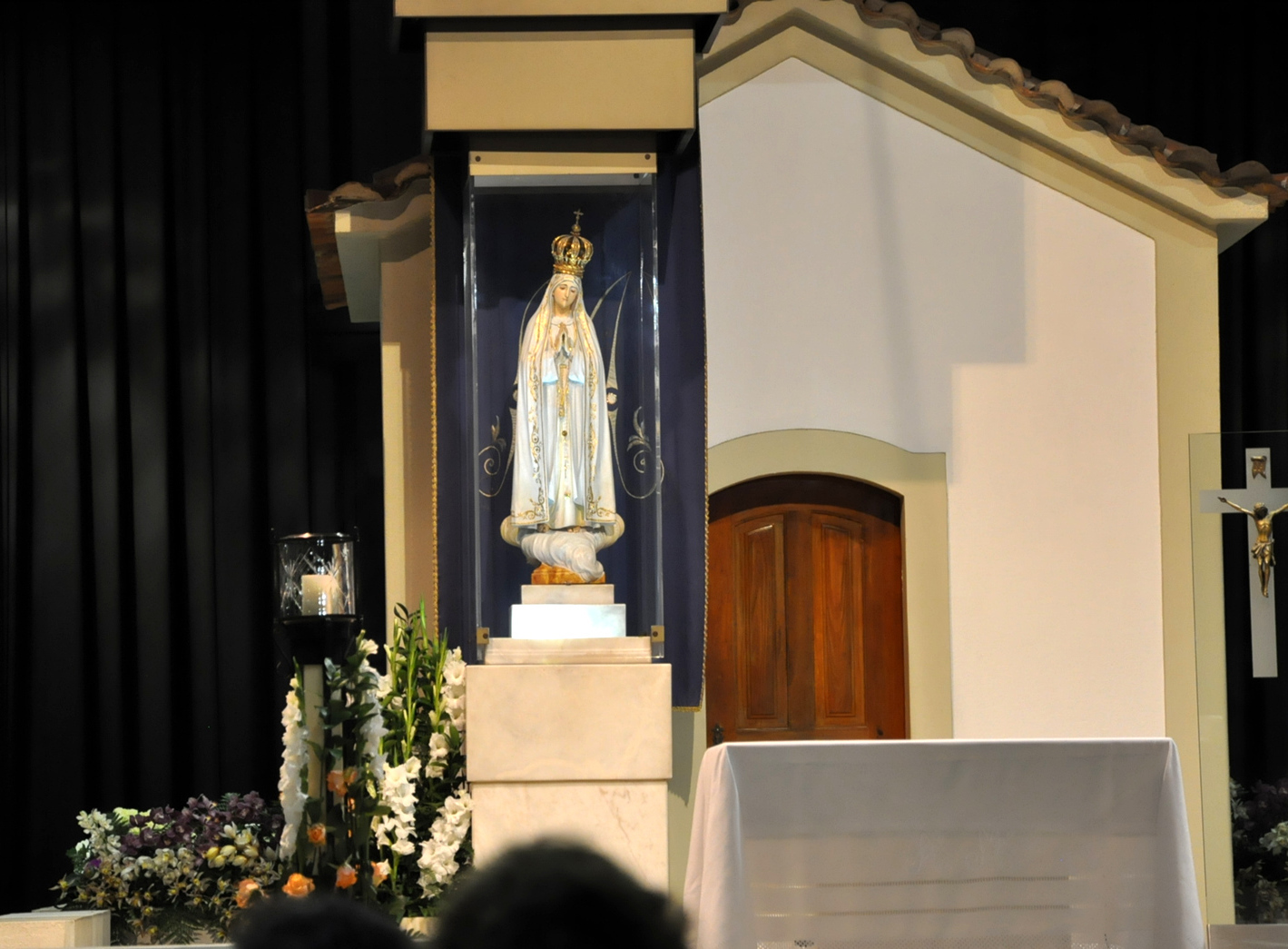
La chapelle des apparitions (dans le sanctuaire de Fátima) avec devant la statue de Notre-Dame de Fatima.

Après sept ans d'enquête, en 1930, l’Église catholique reconnaît officiellement les apparitions et approuve le culte à « Notre-Dame de Fátima ». Le sanctuaire se développe alors rapidement,.
La construction de la première grande église est entamée dès 1928 (avant la reconnaissance officielle des apparitions). L'église de Notre-Dame-du-Rosaire est terminée en 1953. Elle obtient l'année suivante le titre de basilique. Les tombes des trois enfants sont transférées dans le transept en 1951, 1952 et 2006.
En dehors de la grande esplanade, utilisée pour les grands rassemblements et les processions, le sanctuaire compte plusieurs chapelles et deux grandes structures : le centre pastoral Paul VI (1979-1982), et la basilique de la Sainte-Trinité (2004-2007) qui est la 4e église au monde en capacité, avec près de 9 000 places.

### Consécration au Cœur immaculé de Marie
La consécration de la Russie et du monde au Cœur immaculé de Marie demandée par sœur Lucie en 1940 au pape Pie XII est considérée par l’Église catholique comme une demande émanant de Notre-Dame de Fátima. Le pape Pie XII répond à cette demande et consacre le monde en 1942 au Cœur immaculé de Marie. Le pape Jean-Paul II réitère cette consécration en 1982, 1983 et 1984. Le pape François le fait à son tour en 2013.
Le 16 juin 2010, le Liban et le Moyen-Orient sont consacrés au Cœur immaculé de Marie. Cette célébration s'est déroulée au sanctuaire de Notre-Dame du Liban en présence de représentants de l’épiscopat libanais, du nonce apostolique au Liban (en) Mgr Gabriele Caccia, ainsi que de personnalités politiques.

### Associations et congrégations religieuses
Les apparitions et le message de Notre-Dame de Fátima ont entrainé la création de communautés et de groupements religieux :
- une communauté religieuse, créée en France (à Seignosse) dans les années 1960 a pris comme dénomination le nom de Communauté des ermites de Notre-Dame de Fatima[37] ;
- l'Armée bleue de Notre-Dame du rosaire de Fatima, ce groupement de laïcs, formé autour des années 1950 comptait déjà cinq millions de membres en 1953. Ce mouvement, lié au message de la Vierge de Fátima, reçoit l'approbation pontificale définitive en 2010. Il a son siège à Fátima. Son nom officiel est désormais Apostolat mondial de Fátima[38].

## Notoriété et reconnaissance

### Par la ville de Fátima

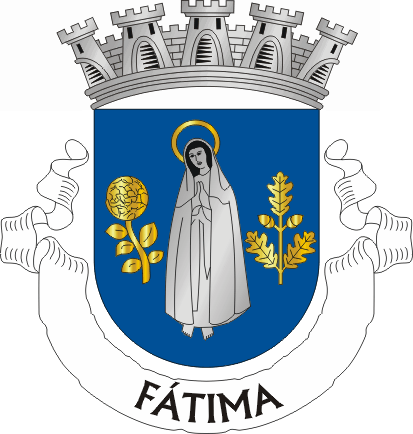
Notre-Dame de Fátima sur le blason de la ville de Fátima.

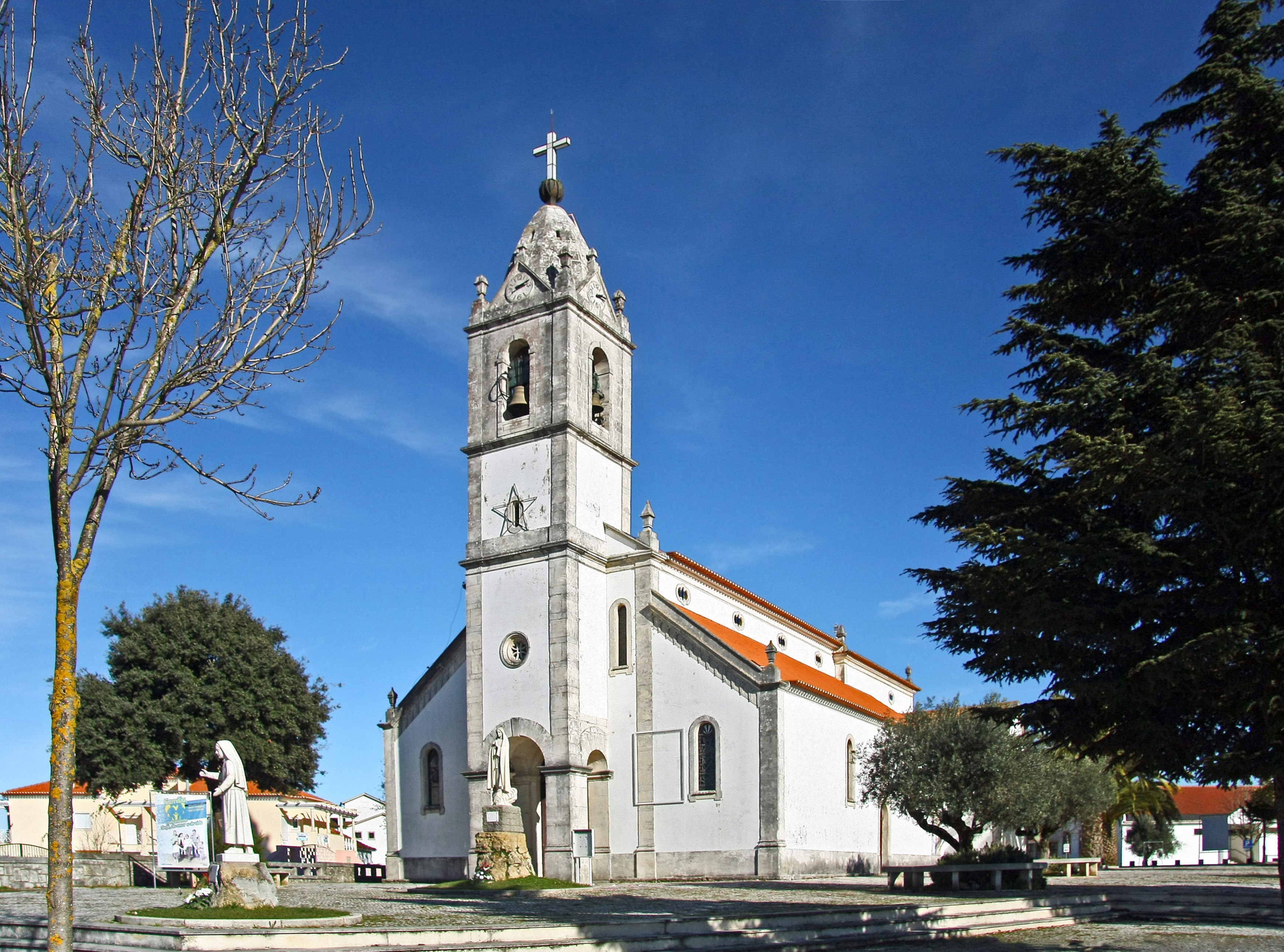
L'église paroissiale de Fátima.

La ville de Fátima, au Portugal, (lieu où se sont déroulées les apparitions), a placé la Vierge de Fátima dans son blason. À noter que cette ville qui n'était qu'un simple hameau dépendant de la ville d'Ourém jusqu'au début du XXe siècle, n'a obtenu le statut de commune autonome qu'après une croissance rapide, liée à l'afflux de pèlerins au sanctuaire de Fátima, et au développement des structures d'accueil.

### Visites officielles
À partir des années 1940, plusieurs cardinaux et papes se sont rendus officiellement au sanctuaire de Fátima pour prier et présider des célébrations en l'honneur de la Vierge de Fátima. Nous pouvons citer :
- le 13 mai 1946, le cardinal Benedetto Aloisi Masella, légat pontifical de Pie XII ; il dépose une couronne sur la statue de Notre-Dame de Fátima, dans la chapelle des apparitions[29] ;
- le 13 mai 1956, le cardinal Angelo Roncalli, patriarche de Venise (et futur pape Jean XXIII) ; il préside l'anniversaire du pèlerinage international[35] ;
- le 13 mai 1967, le Pape Paul VI se rend à Fátima pour marquer le 50e anniversaire des premières apparitions[39] ;
- du 12 au 13 mai 1982, le pape Jean-Paul II vient en pèlerinage à Fátima où il pose la première pierre de la chapelle du Saint Sacrement ((pt) Capela do Sagrado Lausperene)[40] ;
- le pape Jean-Paul II revient les 12 et 13 mai 1991 et préside l'anniversaire du pèlerinage international (et le 10e anniversaire de l'attentat dont il a été victime)[39] ;
- le 13 mai 2000, le pape Jean-Paul II revient à Fatima (malgré son état de santé) pour célébrer la béatification de Francisco et Jacinta Marto[41] ;
- du 11 au 14 mai 2010), le pape Benoît XVI se rend au sanctuaire de Fátima où il préside les cérémonies religieuses du 13 mai 2010[42] ;
- du 13 au 14 mai 2017, le pape François prie au sanctuaire et annonce la canonisation de Francisco et Jacinta Marto[43].

### Visites de la statue autour du monde

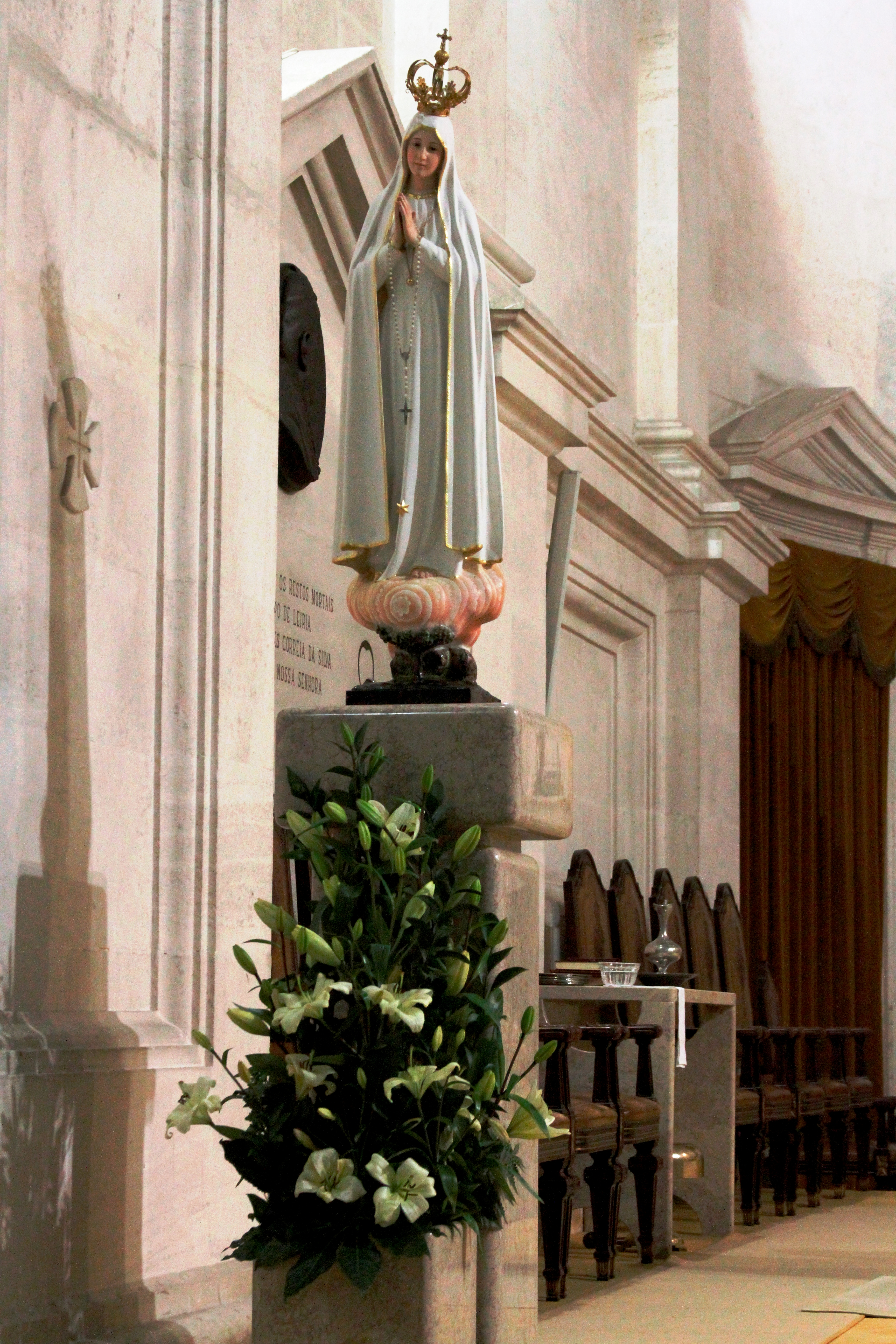
Statue pèlerine ayant parcouru le monde depuis les années 1950.

La statue de Notre-Dame de Fátima a fait trois voyages officiels au Vatican en 1984, 2000 et 2013 (à la demande du pape de l'époque). Pour répondre aux demandes de « visites de la statue de Fatima », une copie de cette statue a été réalisée en 1947 afin de parcourir différents pays du monde. En 50 ans la « statue pèlerine » a visité 64 pays différents sur les cinq continents. En l'an 2000, cette copie est installée à demeure dans le sanctuaire marial de Fátima, et douze autres copies sont réalisées pour poursuivre leurs pèlerinages à travers le monde.

### Offrandes
- En 1942, un groupe de femmes portugaises décident d'offrir une couronne d'or à la vierge de Fátima en « action de grâce de la protection accordée au Portugal durant la Seconde Guerre mondiale » (et sa non-participation au conflit). Cette couronne[N 5], réalisée gratuitement par 12 artisans joaillers a été officiellement déposée sur la tête de la statue de la Vierge le 13 mai 1946 par le cardinal Benedetto Aloisi Masella, légat pontifical de Pie XII[29]. Cette couronne « de reine » fait référence à la décision du roi Jean IV du Portugal, en 1646, de proclamer la Vierge Marie « reine et patronne du Portugal »[N 6],[46] ;
- En 1984, le pape Jean-Paul II place au sanctuaire une balle qu'il avait reçue lors de sa tentative d'assassinat à Rome (le 13 mai 1981). Cela « en reconnaissance à la Vierge pour lui avoir sauvé la vie ». L'évêque fait alors enchâsser la balle dans la couronne de la Vierge de Fátima, où, au dire du joailler, « elle s'insère parfaitement dans un espace resté libre (lors de sa réalisation en 1942) »[47],[N 7] ;
- En mai 2010, le pape Benoît XVI, au cours de sa visite, dépose une rose d'or[N 8] bénie par le Saint-Père. Cette distinction (honorifique) est accordée aux sanctuaires que le souverain pontife souhaite honorer[48].

### Dans le monde
La dévotion envers la Vierge de Fátima est répandue dans le monde entier, tant dans les pays de culture portugaise que dans les autres pays, en particulier lors de présence de diasporas portugaises.

#### Au Portugal
Fátima est aujourd'hui un centre mondial de pèlerinages très connu. Chaque année, près de cinq millions de pèlerins et de touristes s'y rendent, ce qui en fait le quatrième lieu de pèlerinage catholique du monde (après la basilique de Notre-Dame de Guadalupe au Mexique, la basilique Saint-Pierre au Vatican et les sanctuaires de Lourdes en France).
Chaque année, lors des pèlerinages à Fatima, des milliers de pèlerins partent à pied des différentes villes et villages du Portugal, et affluent au sanctuaire après plusieurs jours de marche. Faute de chemins spécifiques (et piétons), ils suivent les routes automobiles, entraînant régulièrement des accidents.

#### En Autriche
En 1945, après la défaite de l'Allemagne nazie dont elle faisait partie depuis 1938, l'Autriche est occupée par les Alliés. En 1947, la situation politique reste bloquée et le frère capucin Petrus Pavlicek (pt) organise une « croisade de réparation par le saint rosaire », avec des processions publiques dans les rues de Vienne, puis dans tout le pays, avec à la tête des processions, une statue de la Vierge de Fátima. Le mouvement débute lentement et prend de l'ampleur avec le temps. En 1950, les processions regroupent 500 000 participants, des ministres, l'évêque de Vienne et même le chancelier fédéral se joignent au mouvement, qui regroupera jusqu'à 700 000 personnes en même temps dans tout le pays. Le 15 mai 1955, l’Autriche retrouve sa souveraineté. Pour célébrer l'événement, Petrus Pavlicek organise à Vienne une procession aux flambeaux, en présence de la statue de Fátima. Cet événement regroupe un million de personnes. Le chancelier remercie dans son allocution l'action du père Pavlicek et déclare que cette liberté retrouvée du peuple autrichien est due à l'intercession de la Vierge Marie,.

#### AuBrésil

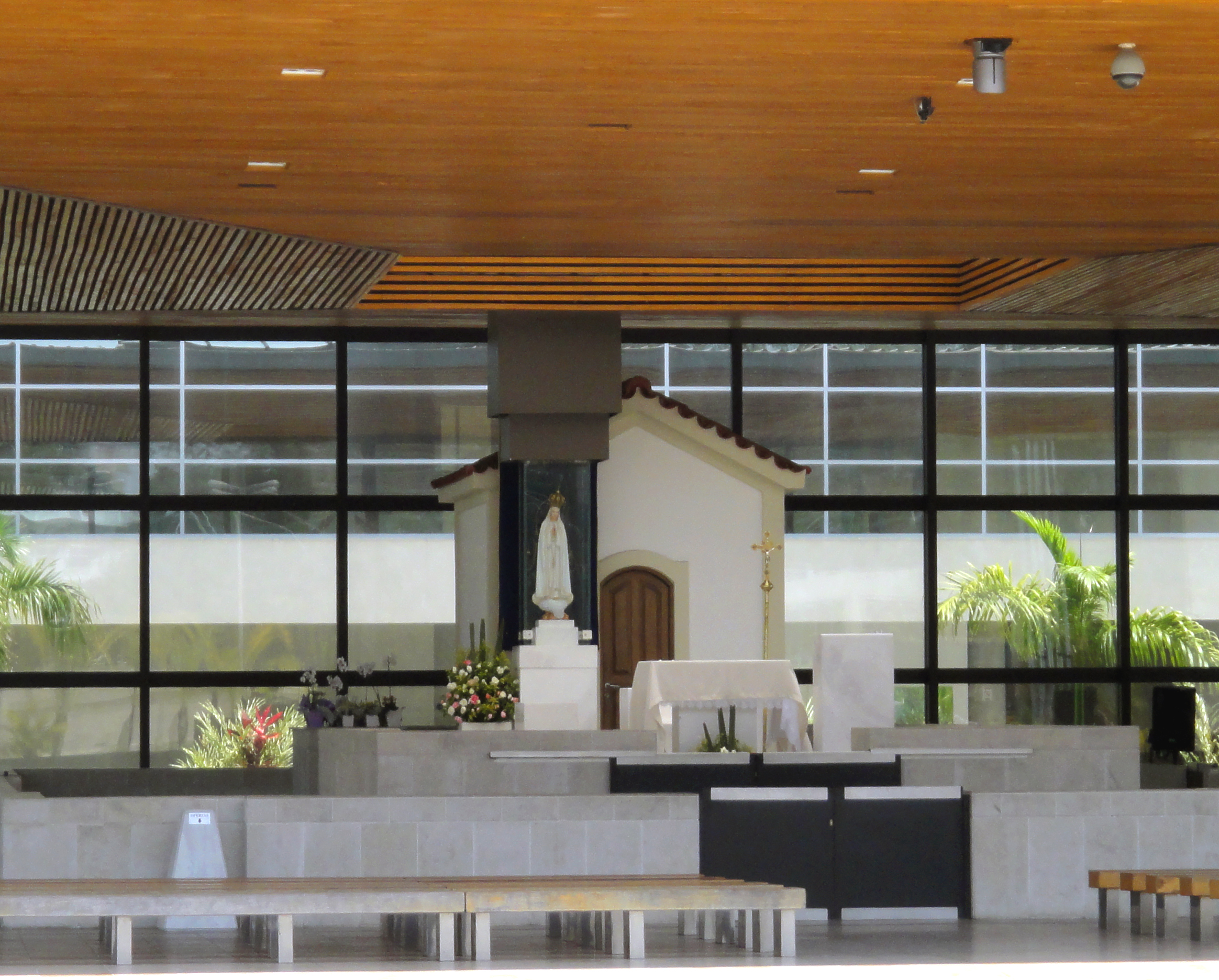
Le (Brésil), possède une réplique exacte de la chapelle des apparitions située à Fátima.

Le 13 mai 2008 est inauguré à Fortaleza (Ceará) la plus grande statue de Notre-Dame de Fátima dans le monde : la statue mesure 15 mètres de haut, elle est l’œuvre de Franciner Macarius Diniz.
Le 28 mai 2011 est inauguré le sanctuaire Notre-Dame de Fátima (pt) à Rio de Janeiro. Ce sanctuaire, situé dans le quartier de Recreio dos Bandeirantes, possède une réplique de la célèbre chapelle des apparitions de la Cova da Iria située à Fátima.
Le sanctuaire de Fátima de la Serra Grande (pt) dans la région du Nord-Ouest du Ceará est officiellement inauguré le 17 mai 2015. Avant la construction de ce sanctuaire, une statue de Notre-Dame de Fátima était déjà installée sur ce terrain et objet d'une dévotion populaire.

#### Dans le reste du monde
À travers le monde, d'autres sanctuaires ont été consacrés à Notre-Dame de Fátima, comme le Sanctuaire de Notre-Dame de Fátima Marie Médiatrice, à Paris dans le XIXe arrondissement.
De nombreuses églises et paroisses sont dédiées à Notre-Dame de Fátima à travers le monde. Quelques exemples :
- au Québec : la paroisse Notre-Dame de Fátima de Sainte-Agathe-des-Monts[58] ou celle de Plessisville ;
- en Inde, près de Bombay[59] ;
- en Chine, sur l'Île de Cheung Chau[60] ou à Macao[61].

Des chapelles lui sont également consacrées un peu partout dans le monde. Par exemple la chapelle Notre-Dame-de-Fátima de Siersthal en Moselle (ce lieu est également appelé sanctuaire Notre-Dame-de-Fatima de Holbach).
Au Luxembourg, un sanctuaire dédié à Notre-Dame de Fátima est érigé à Wiltz. Un pèlerinage a lieu chaque Jeudi de l'Ascension, rassemblant près de 20 000 fidèles, issus essentiellement de la communauté portugaise.